# Hadsund Fjernvarme
Hadsund Fjernvarme er et fjernvarmeværk i Hadsund. Anlægget leverer varme til husstandene i Hadsund, Hadsund Syd, Skelund, Veddum og Visborg og med fortrinsvis flis som brændstof. Varmeværket drives af brugerne, der er sluttet sammen i selskabet Hadsund Bys Fjernvarme A.m.b.a.. Anlægget forsyner 2064 antal forbrugere pr. 2020.
Det første fjernvarmeværk blev indviet i januar 1962 med 315 antal forbrugere. Den 12. juli 1985 erstatter et nyt værk det gamle. Det nye værk kunne både bruge flis og affald som brændstof. Den 27. september 2006 erstatter et nyt flisanlæg det gamle affaldsanlæg. Anlægget blev kort til efter nedrevet, da der skulle bygges ny administrationsbygning. Skorsten er bevaret og benyttes i dag af forskellige teleselskaber som antenne.
I midten af 2012 blev 400 forbrugere i Skelund, Veddum og Visborg tilkoblet flisanlægget i Hadsund. Fra december 2013 får 120 husstande på Hadsund Syd for første gang fjernvarme fra Hadsund. Projektet er budgetteret hvorfra 3,5 millioner skal bruges til et fjernvarmerør under fjorden.
Den 4. april 2016 blev Hadsund Fjernvarmes nye store solcelleanlæg på Sandelsmosevej i Hadsunds nordlige udkant indviet af Energi-, forsynings- og klimaminister Lars Chr. Lilleholt. Det nye store solcelleanlæg, har kostet 45 millioner kroner og består af 1.628 solfangerpaneler med et samlet areal på 20.513 kvadratmeter. Anlægget vil producere omkring 15 procent af varmen i Hadsund, de resterende 85 procent kommer fra træflis.
| År   | Antal forbrugere |
| ---- | ---------------- |
| 1962 | 315              |
| 1967 | 500              |
| 1975 | 705              |
| 1985 | 1006             |
| 1990 | 1157             |
| 1995 | 1249             |
| 2000 | 1382             |
| 2005 | 1632             |
| 2010 | 1790             |
| 2012 | 1837             |
| 2013 | 1863             |
| 2014 | 1992             |
| 2015 | 2003             |
| 2016 | 2011             |
| 2017 | 2025             |
| 2018 | 2035             |
| 2019 | 2042             |
| 2020 | 2064             |
| 2021 | 2080             |
| 2022 | 2113             |
| 2023 | 2141             |